# Fan Pengfei
Fan Pengfei (chinesisch 范朋飞; * 15. Februar 1992 in Zhengzhou) ist ein chinesischer Sänger, Songwriter und Pop-Musiker.

## Biographie
Fan Pengfei studierte Musik am College. Nach seinem Abschluss schrieb er Texte. Er veröffentlichte sein erstes Album, Do not hurt me (不疼我), am 28. Juni 2012. Sein zweites Album, Holding the Son of Heaven to Order Princes (挟天子以令诸侯), erschien am 3. März 2013, ein Jahr später erschienen sein drittes Album, Li Family (李家姑娘), und sein viertes, Wandering Together (一起去流浪).

## Auszeichnungen
Am 10. Januar 2022 gewann Fan Pengfei den Chinese Music Best Lyricist Award 2021.

## Diskografie

### Alben
- 2012: 不疼我
- 2013: 挟天子以令诸侯
- 2014: 李家姑娘
- 2014: 一起去流浪

### Single
- 2013: 她的猫
- 2013: 升达欢迎您
- 2014: 不相分离
- 2014: 芊芊子吟
- 2014: 小栈外
- 2015: 旧故里
- 2015: 邂逅
- 2017: 秋风剪
- 2022: 指间音符